# Lifileucel
El lifileucel es un tratamiento contra determinados tipos de cáncer en el que se utilizan linfocitos infiltrantes de tumor (LIT). Su uso ha sido aprobado en febrero de 2024 por la Administración de Alimentos y Medicamentos de Estados Unidos (FDA) para el tratamiento del melanoma. Se vende con el nombre comercial de Amtagvi.

## Indicaciones
Está indicado en el tratamiento del melanoma en fase avanzada que no ha podido ser extirpado o presenta metástasis y no ha respondido a otros tratamientos como el pembrolizumab que es un anticuerpo monoclonal dirigido contra la proteína de superficie PD-1.

## Mecanismo de acción
Lifileucel está compuesto por linfocitos infiltrantes de tumores (TILS) que se han obtenido del propio paciente 
(autólogos). Los linfocitos infiltrantes de tumores son linfocitos T que se extraen del tumor del paciente, se multiplican en el laboratorio, y se vuelven a infundir al paciente. Una vez administrados por vía intravenosa, reconocen los antígenos tumorales y promueven la destrucción de las células cancerosas.